# Ignati Kratchkovski
Pour les articles homonymes, voir Kratchkovski.
Ignati Ioulianovitch Kratchkovski (en russe : Игнатий Юлианович Крачковский, ISO 9 : Ignatij Ûlianovič Kračkovskij), né le 4 mars 1883 (16 mars dans le calendrier grégorien) à Vilna et mort à Léningrad le 24 janvier 1951, est un universitaire russe, puis soviétique, membre de l'Académie des sciences d'URSS, qui a développé les études arabisantes en Russie.

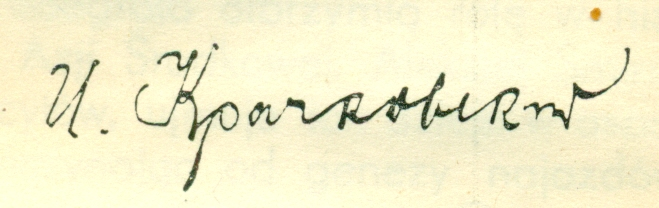
La signature de Kratchkovski

## Biographie
Né à Vilna (aujourd'hui Vilnius) dans la famille du pédagogue et érudit Ioulian Kratchkovski, il s'intéresse très tôt aux langues orientales.
Il poursuit des études en langues persane, arabe, turque et tatare à l'université impériale de Saint-Pétersbourg de 1901 à 1905. Il reçoit une médaille d'or pour son essai en civilisation arabe sur « Le règne du Calife Al-Mehdi ».
Il devient privat-docent à l'université de Saint-Pétersbourg en poésie arabe, en littérature arabe chrétienne et en littérature arabe contemporaine. Il est également membre de la Société impériale orthodoxe de Palestine.
Par la suite, il devient une des figures les plus éminentes des études arabisantes soviétiques, devenant vice président de la Société géographique d'URSS (1938-1945) et président de l'Institut d'études orientales de l'académie des sciences d'URSS.
Son œuvre est imposante, avec plus de 450 publications à son actif. On lui doit notamment une traduction du Coran et la première traduction complète des Mille et une nuits en russe.
Il meurt en 1951 et est enterré au cimetière Volkovo.